# The Karate Kid
The Karate Kid (bra: Karatê Kid - A Hora da Verdade; prt: Momento da Verdade) é um filme de artes marciais e drama romântico norte-americano de 1984 do diretor John G. Avildsen e escrito por Robert Mark Kamen, estrelado por Ralph Macchio e Noriyuki "Pat" Morita e Elisabeth Shue. É uma história underdog no molde de um sucesso anterior de Avildsen de 1976, o filme Rocky. O filme conta a história de um jovem lutador que deseja aprender caratê, e para isso convence um experiente mestre a lhe dar aulas, que acabam por transformar-se em lições de vida.
Por esse filme, Pat Morita recebeu uma indicação de melhor ator coadjuvante no Óscar daquele ano e também uma indicação na mesma categoria ao Globo de Ouro.

## Sinopse
O jovem Daniel Larusso (Ralph Macchio) e sua mãe (Randee Heller) recentemente se mudaram de Newark, Nova Jérsey para a região do Vale de São Fernando no sul da Califórnia. Porém, Daniel não consegue se ambientar em sua nova morada, até que conhece Ali Mills (Elisabeth Shue), uma garota atraente que gosta dele.
Porém, a situação de Daniel se complica quando o ex-namorado de Ali, Johnny Lawrence (William Zabka), e seus amigos começam a atormentá-lo. Um dia, quando é cercado pelos amigos de Johnny, ele é salvo por Kesuke Miyagi (Pat Morita), um velho mestre de caratê. Disposto a ajudar Daniel, Miyagi resolve passar-lhe os ensinamentos de sua arte marcial, para que ele possa se defender dos amigos de Johnny, que também lutam caratê. Então ele enfrenta os seus adversários em uma competição de luta.
O filme é famoso por mostrar o ensaio de artes marciais por Daniel San por meio de atividades cotidianas do dia a dia, como limpar o carro ou pintar uma parede.

## Elenco
- Ralph Macchio ... Daniel Larusso
- Noriyuki "Pat" Morita ... Kesuke Miyagi
- Elisabeth Shue ... Ali Mills
- William Zabka ... Johnny Lawrence
- Chad McQueen ... Dutch
- Martin Kove ... John Kreese, mestre do Cobra Kai Dojô
- Frances Bay ... Sra. com o cão

## Produção
De acordo com o comentário de edição especial em DVD, o estúdio originalmente queria o papel do Sr. Miyagi para ser interpretado por Toshiro Mifune, mas o escritor Robert Mark Kamen se opunha para a escolha de elenco. Mako Iwamatsu também foi considerado para o papel de Mr. Miyagi, mas não estava disponível devido a compromissos anteriores para filmar Conan the Destroyer, mas ele acabaria por desempenhar um papel semelhante no filme Sidekicks.

## Música
A trilha sonora (com músicas do filme) foi lançado pela Casablanca Records. O destaque fica para Joe Esposito com "You're the Best" que foi apresentada durante a montagem do torneio perto do final do filme. A música "Cruel Summer" sucesso de 1984 da banda Bananarama também está presente no filme, mas foi excluída do álbum da trilha sonora. "Moment of Truth" do Survivor é outra grande faixa que só é exibida nos créditos. Outras canções que aparecem na produção foram deixadas fora do álbum, incluindo "Please Answer Me", interpretada por Edge Broken e "The Ride ", interpretada por The Matches. "The Ride" nunca foi lançada em nenhum álbum, mas foi disponibilizado no iTunes, Amazon.com e Rhapsody, em Abril de 2009 para o 25º aniversário do filme.

### Faixas
1. "The Moment of Truth" (Survivor)
2. "(Bop Bop) On the Beach" (The Flirts, Jan & Dean)
3. "No Shelter" (Broken Edge)
4. "Young Hearts" (Commuter)
5. "(It Takes) Two to Tango" (Paul Davis)
6. "Tough Love" (Shandi)
7. "Rhythm Man" (St. Regis)
8. "Feel the Night" (Baxter Robertson)
9. "Desire" (Gang of Four)
10. "You're the Best" (Joe Esposito)

## Recepção
Este filme está classificado como número 31 na lista da Entertainment Weekly que elege os 50 melhores filmes de temática High School. O filme mantém 90% de aprovação no site especializado Rotten Tomatoes, com base em 41 comentários.
Roger Ebert chamou o filme de melhor do ano, lhe dando quatro estrelas, de quatro possíveis, e o descreveu como um "excitante, dócil história comovente, com uma das amizades mais interessantes em muito tempo". Janet Maslin do The New York Times também fez uma análise positiva.
The Karate Kid provocou um grande impacto em Portugal, e um enorme sucesso também. Muitos miúdos e crianças na escola brincavam ao "Karate Kid", brincadeira derivada do filme. A sua estreia na televisão efectuou-se seis anos depois do seu lançamento. A estreia aconteceu na RTP1, na sexta-feira, dia 12 de Outubro de 1990, dia em que o filme foi transmitido na "Sessão da Noite" às 21 e 20, a seguir a um bloco de desenhos animados de 10 minutos. A partir daí, nunca mais o êxito do filme teve limite em terras de Afonso Henriques. Durante muitos anos, já mais tarde, a SIC ou a TVI passaram a reexibir este filme em ocasiões especiais, e estrearam as suas continuações na televisão.
The Karate Kid gerou uma franquia de produtos relacionados e objetos, como figuras de ação, bandanas de cabeça, posters, camisas e um videogame, The Karate Kid (jogo eletrônico). Uma curta série animada exibido na rede NBC em 1989. O filme teve três seqüências, e lançou a carreira do ator Ralph Macchio, que iria se transformar em um ídolo teen na capa de revistas como a Tiger Beat. Ele revitalizou a carreira de Morita, anteriormente conhecido principalmente por seu papel cômico de Arnold em Happy Days, que foi indicado para o Oscar de melhor ator coadjuvante por sua performance como o Sr. Miyagi. Morita reprisou seu papel nas três sequências que se seguiriam:

## Sequências, remakes e seriado
- The Karate Kid Part II, filme de 1986 em que Daniel acompanha Miyagi em uma viagem de volta para Okinawa, onde se reúne com os entes queridos, e é desafiado por um antigo adversário.
- The Karate Kid Part III, filme de 1989 em que Martin Kove reaparece como Kreese, buscando vingança contra Daniel e Miyagi, com a ajuda de aliados desempenhados por Thomas Ian Griffith e Sean Kanan.
- The Next Karate Kid, filme de 1994 em que Hilary Swank aparece como nova aluna de Mr. Miyagi, Julie Pierce.
- The Karate Kid, remake de 2010 estrelando Jackie Chan e Jaden Smith.
- Cobra Kai, seriado que é uma sequência sobre a vida dos principais protagonistas.[13]

## Prêmios e indicações
| Ano  | Prêmio               | Categoria                                                             | Indicação      | Resultado |
| ---- | -------------------- | --------------------------------------------------------------------- | -------------- | --------- |
| 1985 | Óscar                | Melhor Ator Coadjuvante                                               | Pat Morita     | Indicado  |
| 1985 | Prêmio Globo de Ouro | Melhor Ator Coadjuvante em Cinema                                     | Pat Morita     | Indicado  |
| 1985 | Young Artist Awards  | Melhor Filme Familiar de Drama                                        | The Karate Kid | Venceu    |
| 1985 | Young Artist Awards  | Melhor Jovem Atriz Coadjuvante em Musical, Comédia, Aventura ou Drama | Elisabeth Shue | Venceu    |
| 1985 | Young Artist Awards  | Melhor Jovem Ator Coadjuvante em Musical, Comédia, Aventura ou Drama  | William Zabka  | Indicado  |